# Узень (месторождение)
Узень (каз. Өзен) — нефтегазовое месторождение в Мангистауской области Казахстана, на полуострове Мангышлак. Относится к Южно-Мангыстауской нефтегазоносной области.
Открыто в 1961 году бурильщиком Газизом Абдразаковым. Залежи на глубине 0,9-2,4 км. Дебит нефти 10-81 т/сут. Дебит газа от 8,0 до 230 тыс.м³/сут. Плотность нефти 844—874 кг/м³, содержание серы 0,16-2 %, парафинов 16-22 %, смол 8-20 %.
Запасы нефти 1,1 млрд тонн. Центр добычи — город Жанаозен.
Оператором месторождение является казахская нефтяная компания Разведка Добыча «КазМунайГаз». Добыча нефти в 2008 году составила 7 млн тонн. Рекордный уровень добычи нефти — 16,3 млн тонн — был зафиксирован в 1975 году, минимальный — 2,7 млн тонн — в 1994 году.